# Metacephalus albocrux
Metacephalus albocrux är en insektsart som beskrevs av Delong och Martinson 1973. Metacephalus albocrux ingår i släktet Metacephalus och familjen dvärgstritar. Inga underarter finns listade i Catalogue of Life.